# Nhà thờ Chúa Kitô Vua ở Košice
Nhà thờ Chúa Kitô Vua ở Košice (tiếng Slovakia: Kostol Krista Kráľa v Košice) là một nhà thờ thuộc dòng Đa Minh, tọa lạc trong khu Phố cổ của thành phố Košice, vùng Košice, Slovakia. Vào ngày 3 tháng 2 năm 1981, nhà thờ Chúa Kitô Vua ở Košice được ghi danh vào Danh sách Di tích Trung ương theo quyết định của Bộ Văn hóa Cộng hòa Slovakia.

## Lịch sử
Nhà thờ Chúa Kitô Vua ở Košice được xây dựng từ năm 1936 đến năm 1938. Việc xây dựng nhà thờ do công ty Alois Novák thực hiện, dựa theo bản thiết kế của kiến trúc sư người Séc Rudolf Brebt. Nhà thờ được thánh hiến ngay sau khi hoàn thành, vào năm 1938. Ngoài ra, một ngôi trường dành cho các chị em nữ tu dòng Đa Minh (nay là trường Thánh Thomas Aquinas) cũng từng hoạt động tại đây.

## Miêu tả
Nhà thờ là một tòa nhà có kiến trúc đơn giản. Mặt bằng nhà thờ hình chữ nhật được xây theo hướng đông tây. Có thể lên được tầng trên của nhà thờ bằng cầu thang ở hai bên cánh. Toàn bộ góc phố Moyzesova và phố Zbrojničná ở Košice đều là bộ phận trong khu phức hợp của dòng Đa Minh.